# Заикин, Александр Владимирович (футболист)
Алекса́ндр Влади́мирович Заи́кин (род. 15 января 1988, Москва) — российский футболист, полузащитник.

## Карьера
Воспитанник ДЮСШ ЦСКА. В 2006—2007 годах выступал за московское «Динамо» в турнире дублёров РФПЛ. В 2007 дебютировал за основной состав: 4 апреля в матче 1/4 финала Кубка России против «Локомотива» вышел на замену на 68-й минуте вместо Кирилла Комбарова. В чемпионате России дебютировал через месяц, 5 мая. Во встрече против нальчикского «Спартака» на 77-й минуте поменял Андрея Карповича.
В 2008 году перешёл в «МВД России». По итогам сезона в зоне «Запад» второго дивизиона клуб занял первое место и вышел в первый дивизион. В 2009 Заикин играл в первенстве России среди ЛФК за «Приалит Реутов», в 2010 за владимирское «Торпедо», в составе которого вновь победил в зоне «Запад» второго дивизиона. В 2011 играл за «Петротрест». С 2011 года выступал за клуб «Русь» в группе МРО «Северо-Запад» первенства ЛФК и в чемпионате Санкт-Петербурга. В первом же матче за новую команду отметился голом в игре чемпионата города против «Питера».
В начале июля 2019 года стал игроком любительского клуба «Кубань Холдинг» Павловская, в дебютном матче отметился голом, 20 июля впервые сыграл за павловчан в Кубке России 2019/20, тоже отметившись забитым мячом.
27 февраля 2020 года был заявлен в состав клуба «ТСК-Таврия», за который впервые сыграл в Премьер-лиге КФС 1 марта, затем провёл за симферопольскую команду ещё два матча, после чего в конце месяца вернулся в «Кубань Холдинг».
В 2022 и 2023 годах — игрок команд-участниц дивизиона «А» чемпионата Москвы среди ЛФК (III дивизион России): в 2022 году — «Аврора», в 2023 — «Уралец».